# Sorina-Luminiţa Plăcintă
Sorina-Luminița Plăcintă (Foksány, Vrancea megye, 1965. február 6. –) román üzletasszony, az első Boc-kormány ifjúsági és sportminisztere (2009).

## Élete
1992-ben szerzett mérnöki diplomát a Iași-i egyetemen. Két évvel később, 1994-ben férjével részvénytársaságot hozott létre SORSTE SA néven, melyben a vezérigazgatói tisztet töltötte be. A PD-L Vrancea megyei szenátora 2008-tól, s mint ilyen a szenátus mezőgazdasági és vidékfejlesztési bizottságának alelnöke. 2009 júliusában Monica Iacob-Ridzi ifjúsági és sportminiszter – korrupciós ügyei miatt – kénytelen volt távozni posztjáról, amit Plăcintă vett át. Október 1-jén a szociáldemokrata miniszterek kiléptek a kormányból, s a PD-L miniszterei átvettek ideiglenesen egy-egy minisztériumot, így kapta meg a parlamenti kapcsolatokért felelős tárca nélküli miniszteri posztot is. Az Emil Boc vezette kormány december 23-án átalakult, melyben Plăcintă már nem kapott helyet.